# 魚谷哲央
魚谷 哲央（うおたに てつおう、1948年〈昭和23年〉1月30日 - ）は、日本の政治活動家。維新政党・新風代表。

## 略歴
- 1948年（昭和23年） - 山口県下関市にて出生。
- 1970年（昭和45年） 
  - 同志社大学経済学部を卒業する。
  - 7月まで出版社日本及日本人社編集局に勤務する。8月から美術関係の職業に就く。
- 1974年（昭和49年）- 神職として護王神社に奉職する（1985年まで）。
- 1975年（昭和50年）- 書籍販売や出版を業とする書店を設立。
- 1983年（昭和58年）- 機械工具代理店などを業とする会社を設立。
- 1995年（平成7年）- 維新政党・新風の結党に参画。結党大会にて初代代表として選出される（1期目）。
- 1998年（平成10年）
  - 新風の公認候補として第18回参議院議員通常選挙に比例区から出馬。落選。
  - 党代表に再任（2期目）。
- 1999年（平成11年）- 特定非営利活動法人を設立し、理事長に就任。
- 2001年（平成13年）
  - 新風の公認候補として第19回参議院議員通常選挙に比例区から出馬。個人名得票数2,942票で落選。
  - 党代表に再任（3期目）。
- 2004年（平成16年）
  - 新風の公認候補として第20回参議院議員通常選挙に比例区から出馬。個人名得票数12,570票で落選。
  - 党代表に再任（4期目）。
- 2007年（平成19年）
  - 新風の公認候補として第21回参議院議員通常選挙に比例区から出馬。個人名得票数8,322票で落選[1]。
  - 党代表選挙に出馬せず、年末限りで退任（後任は松村久義）。
- 2009年（平成21年）- 松村の死去に伴う党代表選挙に出馬。無投票当選により第3代代表に選出（通算5期目）。
- 2010年（平成22年）
  - 5月 - 同年7月の第22回参議院議員通常選挙に京都府選挙区から出馬すると発表していたが、資金難などを理由にこれを撤回した（新風の公認候補はこの選挙への出馬をすべて取り止めた）。
  - 11月 - 党代表選挙に出馬せず、年末限りで退任（後任は鈴木信行）。
- 2016年（平成28年）- 鈴木の辞任に伴う党大会で第5代代表に選出（通算6期目）。
- 2019年（令和元年） - 党代表に再任（7期目）
- 2022年（令和4年）
  - 新風の公認候補として第26回参議院議員通常選挙に比例区から出馬。落選。

## 人物
新風の初代代表・創始者として京都市内の各ターミナルなどの要所で演説をするなど、京都府を中心に運動を展開している。「現行占領憲法体制（YP体制）によって喪失させられている国家主権意識の回復なくしては、真の国政改革はなく、国民生活の調和も得られない。」と主張。戦後体制を否定する立場から、右は自民党、左は共産党に至る既存政党を「戦後体制派」と批判し、唯一の「反戦後体制派」である新風が国政に進出し、「戦後体制派」と戦っていく必要があると主張している。この目的を達成するために、街宣活動や講演会などで知名度上昇を図りつつ、各級選挙に候補者を擁立しているが、現時点では公認候補の当選例はない。ことさら参議院議員選挙比例代表の擁立に固執しており
前代表の鈴木信行が平成29年11月の葛飾区議会議員選挙に当選した際も「比例代表でなければ意味がない」と発言しており、新風から支援者が離脱した一つの原因と言われている。新風前副代表で魚谷と懇意にしている瀬戸弘幸によると、選挙の活動資金や供託金を党費・寄付のみでは捻出できないことから、魚谷が個人的に資金集めに奔走しているとのこと。歴史的仮名遣いの文章を好んで用いる。